# 予 (夏)
予（よ）は、夏朝の第7代帝。
『竹書紀年』によれば、寒浞の子の豷を殺し、原に都し、後に老丘に移ったという。また、在位八年目には東海と三寿を征伐して九尾の狐を手に入れたという。